# Hindouisme en Éthiopie
L'Hindouisme est une religion minoritaire, introduite et pratiquée principalement par la communauté indienne en Éthiopie.

## Historique
Des liens anciens entre l'Inde et l'Éthiopie existaient avant même que l'histoire ne soit enregistrée pendant la période auximite (du IIe au IXe siècle apr. J.-C.). Selon l'historien Richard Pankhurst, « les contacts entre la terre connue sous le nom d’Éthiopie et l’Inde remontent à l’aube de l’histoire. » [citation nécessaire] Le commerce entre l'Inde et le royaume d'Axumite a prospéré au VIe siècle apr. J.-C. L'ancien port de Adulis servait de porte d'entrée et de plaque tournante du commerce maritime où les commerçants indiens affluaient. commerce d'épices et de soie contre de l'ivoire et de l'or.
Plus tard, l'arrivée des Indiens au XVIIe siècle avec le soutien des Portugais, les troupes indiennes en 1868 amenées par Robert Napier qui était alors commandant en chef de l'armée britannique à Bombay et en 1935 lorsque l'Italie fasciste envahit l'Éthiopie a été un événement important. Les artisans et ouvriers indiens ont joué un rôle important dans le développement de la célèbre ville de Gondar et du palais de l'empereur Fasilidas
Le général Rawley avait été prêté par l'Inde pour créer une académie militaire en Éthiopie. Un grand nombre d'Indiens ont été employés sous contrat entre la fin des années 1960 et les années 1990 pour enseigner dans les écoles primaires et secondaires du pays. Mais avec le renversement de l'empereur Haïlé Sélassié par le colonel Mengistu, le nouveau régime communiste a introduit une politique d'« éthiopianisation » qui signifiait que les étrangers n'étaient pas autorisés à enseigner dans les écoles éthiopiennes. Par conséquent, tous les enseignants et un grand nombre d’hommes d’affaires indiens ont déménagé vers d’autres destinations.
Seuls quelques Indiens sont restés sur place, parmi lesquels se trouvaient ceux qui s'étaient installés dans le pays depuis plus de trois générations.

## Situation actuelle
À une certaine époque, il y avait plus de 9 000 familles en Éthiopie. Au milieu des années 1980, leur nombre était tombé à 8 000. À l'heure actuelle, la communauté indienne compte environ 1 500 ressortissants et environ 400 enseignants en mission contractuelle.
Une centaine d’entre eux sont des hommes d’affaires. Principalement originaires du Gujarat, ils travaillent comme commissionnaires auprès de diverses sociétés d'import-export.
150 autres sont des professeurs qui enseignent au Collège d'ingénierie du ministère de la Défense et dans diverses facultés des principales universités éthiopiennes et autres établissements d'enseignement supérieur, tandis que deux professeurs sont à l'Université de Mekelle et travaillent au département de sociologie. Six d'entre eux enseignent au Civil Services College, un établissement dépendant du Cabinet du Premier ministre et similaire à l'Administrative Staff College.

## Associations indiennes en Éthiopie
Il existe trois associations : l'Association indienne créée en 1937, l'Hindu Mahajan et l'Association Malayalam. Il existe également une école nationale indienne qui est une institution autonome créée en 1947 sous les auspices de l'Association indienne
Les hindous ont le droit de crémation à Hindu Mahajan situé à Addis-Abeba.